# Calañas
Calañas – gmina w Hiszpanii, w prowincji Huelva, w Andaluzji, o powierzchni 282,45 km². W 2011 roku gmina liczyła 4159 mieszkańców.